# Hjalmar Palmstierna
Nils Axel Hjalmar Palmstierna (i riksdagen kallad Palmstierna i Stockholm och senare i Jönköping), född 31 mars 1836 i Stockholm, död där 21 februari 1909, var en svensk friherre, militär, politiker och ämbetsman.

## Bakgrund
Hjalmar Palmstierna var son till översten och landshövdingen friherre Otto Palmstierna och friherrinnan Lovisa Eleonora Rudbeck. Han blev underlöjtnant vid Vendes artilleriregemente 1854, ordonnansofficer 1865 och 1869 adjutant hos prins Oscar. År 1873 blev han major och chef för artilleristaben, var generalintendent 1883-92, och blev generalmajor 1887. Under sin tid som officer skrev han läroböcker för infanteriofficerare. Vid riksdagen 1865–1866 var han representant för riddarskapet och adeln.
Han ställde upp i det ordinarie andrakammarvalet 1887 och blev invald efter att frihandelsvalsedeln hade ogiltigförklarats. 1888 blev han krigsminister efter att riksmarskalken Gillis Bildt hade blivit utsedd av Palmstiernas gamle chef kung Oscar II. Under sin tid verkade han för en försvarsreform, men han fick gå efter uttalandet "Det är herrarnas plikt att votera för de 90 dagarna" vilket besvarades av skåningen Hans Andersson i Västra Nöbbelöv "Jag för min del röstar icke på kommando".
Han ersattes av Axel Rappe och blev tack vare Boström och civilminister Lennart Groll utsedd till landshövding i Jönköpings län vilket han var fram till 1906. Han blev efter tio års frånvaro från riksdagen uppflyttad till Första kammaren 1900. Han satt bland annat i Försvarsutskottet 1901 och Statsutskottet 1905–1907. När han dog 1909 var han ledamot av Sveriges riksdag.
Palmstierna skrev två egna riksdagsmotioner om höjda arvoden till statsdepartementens expeditionschefer och om ersättning till kungen för representationsutgifter. Palmstierna var även ledamot av Kungliga Lantbruksakademien samt av Kungliga Krigsvetenskapsakademien.
Han gifte sig 1868 med Sofia Charlotta Wilhelmina Blomstedt. Deras dotter Ellen Palmstierna blev ordförande i föreningen Rädda Barnen, medan sonen Henrik Palmstierna blev arméofficer.

## Utmärkelser

### Svenska utmärkelser
- Riddare och kommendör av Kungl. Maj:ts orden (Serafimerorden), 6 juni 1907.[2]
- Konung Oscar II:s och Drottning Sofias guldbröllopsminnestecken, 1907.[2]
- Konung Oscar II:s jubileumsminnestecken, 1897.[2]
- Kommendör med stora korset av Svärdsorden, 1 december 1891.[3]
- Kommendör av första klassen av Svärdsorden, 13 september 1888.[4]
- Riddare av första klassen av Svärdsorden, 1875.[5]
- Kommendör med stora korset av Nordstjärneorden, 1 december 1902.[6]
- Kommendör av första klassen av Vasaorden, 1 december 1885.[7]

### Utländska utmärkelser
- Storkorset av Badiska Zähringer Löwenorden, tidigast 1888 och senast 1890.[8][9]
- Kommendör av andra klassen med eklöv av Badiska Zähringer Löwenorden, tidigast 1881 och senast 1888.[8][10]
- Storkorset med svärd av Luxemburgska Adolf av Nassaus civil- och militärförtjänstorden, tidigast 1905 och senast 1908.[11][12]
- Storkorset av Luxemburgska Adolf av Nassaus civil- och militärförtjänstorden, tidigast 1890 och senast 1894.[9][13]
- Riddare av första klassen av Preussiska Kronorden, tidigast 1888 och senast 1890.[8][9]
- Kommendör av första graden av Danska Dannebrogorden, tidigast 1881 och senast 1888.[8][10]
- Kommendör av andra graden av Danska Dannebrogorden, senast 1877.[14]
- Riddare av andra klassen av Preussiska Röda örns orden, tidigast 1877 och senast 1881.[10][14]
- Riddare av andra klassen av Ryska Sankt Annas orden, senast 1877.[14]
- Riddare av första klassen av Norska Sankt Olavs orden, 1871.[15]
- Riddare av Österrikiska Leopoldsorden, senast 1877.[14]